# Parmularia arnoldi
Parmularia arnoldi är en mossdjursart som beskrevs av Chimonides och Cook 1993. Parmularia arnoldi ingår i släktet Parmularia och familjen Parmulariidae. Inga underarter finns listade i Catalogue of Life.